# Лора Марино
Лора Марино (фр. Laura Marino; Лион, 2. јул 1993)  француска је скакачица у воду и чланица репрезентације Француске. Њена специјалност су појединачни и синхронизовани скокови са торња са висине од 10 метара. По образовању је физиотерапеут.
Највећи успех у каријери остварила је на светском првенству 2017. у Будимпешти када је у екипном такмичењу освојила златну медаљу у пару са сународником Матјеом Росеоем. Марино и Росе су у финалу освојили укупно 406,40 бодова, свега 4,05 бодова више од другопласираног мексичког пара Пачеко/дел Анхел.
Марино је била и чланица француског олимпијског тима на ЛОИ 2016. у Рију где се такмичила у појединачним скоковима са торња (такмичење окончала на 19. месту у квалификацијама са 289,35 бодова). 